# Grinch
Il Grinch (noto anche come Sgruntolo nella edizione italiana della serie TV del 1996 Il gatto col cappello) è un personaggio immaginario creato dallo scrittore e fumettista statunitense Dr. Seuss, meglio conosciuto come il protagonista di un omonimo libro per bambini del 1957.

## Descrizione del personaggio
Il Grinch è raffigurato come una creatura umanoide pelosa, panciuta, a forma di pera, con braccia e gambe lunghe e magre, dalle pupille rosse e bulbi oculari gialli, con un viso da gatto e una personalità cinica. Negli adattamenti a colori, è in genere di colore verde. Ha trascorso gli ultimi 53 anni vivendo in isolamento nella caverna di una montagna, il Monte Crumpit (Monte Briciolaio nel film live action), con vista sulla città di Chinonso  (Whoville nell'originale inglese), dove abitano i Nonsochi. 
In contrasto con gli allegri Chi, il Grinch è misantropico, burbero, irritabile, solitario, amareggiato e irascibile, con un cuore che è "di due taglie troppo piccolo" (l'unica eccezione a questo è alla fine del racconto, dove, dopo aver capito il vero significato del natale, il cuore diventa "di tre taglie più grande"). Sebbene sia sempre scontroso, odia in particolare il Natale, prendendo nota di quanto siano fastidiosi per lui i rumori assordanti degli strumenti musicali, il consumo della cena di Natale e le canzoni del canto natalizio. Non riuscendo più a sopportare questa festa, decide di distruggerla una volta per tutte. Nonostante questo però nel film live action viene fatto intuire che sia piuttosto insicuro dato che, per via della sua natura e carattere, vede se stesso soltanto come un mostro da odiare ma riesce tuttavia di dimostrare di avere un lato più buono (come quando ha salvato Cindy Lou da una macchina per i regali)
Aiutato dal suo cane Max, il Grinch si crea meticolosamente un abito rosso per vestirsi da Babbo Natale e, durante la notte della vigilia di Natale, irrompe nelle case dei Chi per rubare le decorazioni e tutti i regali e portarli sulla montagna per buttarli come fossero spazzatura. Anche se riesce a compiere il furto con successo, è scioccato nel sentire i Chi che cantano ancora allegramente, felici semplicemente di avere l'un l'altro. Si rende quindi conto che la festa ha un significato più profondo che non ha mai considerato. Ispirato, impedisce alle cose dei Nonsochi di cadere dal bordo della montagna e nel frattempo il suo cuore cresce di tre dimensioni. Restituisce tutti i doni che ha rubato e partecipa volentieri alla celebrazione del Natale dei Chi.
Nel libro di Seuss, "nessuno conosce il motivo" del rancore del Grinch. Al contrario, gli adattamenti cinematografici forniscono dei retroscena. Nell'adattamento del 2000, il Grinch fu lasciato al freddo durante la sua prima notte a Chinonso, inosservato dai festaioli durante una festa di Natale, venendo poi accolto da due donne tra i Nonsochi. È stato uno scolaro ribelle e vittima di bullismo da parte di un suo compagno di classe, Augustus Sindachi (in seguito sindaco di Chinonso), ma si innamorò di una ragazza di nome Martha May Whovier. Determinato a impressionarla, usò vari cimeli di famiglia per creare un angelo in occasione di uno scambio di regali di Natale e tentò di radersi, venendo deriso per i suoi sforzi da tutti a scuola tranne Martha e così concepì un risentimento costante. Nell'adattamento del 2018 l'astio deriva invece dal fatto di essere cresciuto orfano, senza nessuno che condividesse la festa di Natale con lui.
Nello special televisivo e crossover musicale animato The Grinch Grinches the Cat in the Hat, il Grinch attribuisce gran parte del motivo all'assenza della madre, che aveva avuto un'influenza positiva e nutriente sul Grinch durante la sua vita ma era morta qualche tempo prima; quando alla fine dello special viene finalmente provocato a piangere, torna ad essere buono.

## Storia editoriale
La sua prima apparizione risale al 1957, nel libro per l'infanzia Il Grinch (How the Grinch Stole Christmas!).
Il personaggio divenne, specialmente nei paesi di cultura anglosassone, una figura tradizionale del Natale. I mass media fanno riferimento a esso nei casi in cui un periodo festivo venga rovinato da atti vandalici o furti. Nel corso degli anni, il Grinch è apparso in varie forme di cimeli come ornamenti natalizi, bambole di peluche e vari articoli di abbigliamento.
Nel 1977 l'autore, per rispondere alle sempre maggiori richieste dei fan, scrisse Halloween Is Grinch Night, uno speciale di Halloween che andò in onda sulla CBS. Come il suo predecessore, il sequel fu premiato con il premio Emmy.
Nel 1982, la Marvel Comics pubblica The Grinch Grinches the Cat in the Hat, prodotto tra gli altri anche da Dr. Seuss, con il suo vero nome, Ted Geisel. Questo terzo speciale conquista due premi Emmy.
Con lo spirito anti-natalizio del personaggio seguito dalla trasformazione nella mattina di Natale, gli studiosi hanno notato una somiglianza con Ebenezer Scrooge della novella Canto di Natale di Charles Dickens del 1843.

## Filmografia
- Come il Grinch rubò il Natale (Dr. Seuss' How the Grinch Stole Christmas!) – special televisivo del 1966 diretto da Chuck Jones e prodotto dalla Metro-Goldwyn-Mayer, che divenne molto popolare. Il Grinch è stato doppiato in lingua originale da Boris Karloff e in italiano da Marco Balbi. Brevi sequenze del cartone animato compaiono nei film Mamma, ho perso l'aereo (1990) e Mamma, ho riperso l'aereo: mi sono smarrito a New York (1992).
- Il Grinch (Dr. Seuss' How the Grinch Stole Christmas) – film del 2000 diretto da Ron Howard e prodotto dalla Universal Pictures e dalla Imagine Entertainment, interpretato con attori dal vivo. Il film venne accolto tiepidamente dalla critica, ma fu un successo di pubblico e di botteghino e vinse il Premio Oscar per il trucco nel 2001. Il personaggio è stato interpretato dall'attore e comico canadese Jim Carrey, con la voce italiana di Stefano Benassi.
- Il Grinch – film d'animazione del 2018 diretto da Yarrow Cheney e Scott Mosier, e prodotto dalla Universal Pictures e dalla Illumination Entertainment. A prestare la voce al Grinch nel doppiaggio originale è Benedict Cumberbatch, mentre italiano è Alessandro Gassmann.